# Schizobrachiella sanguinea
Schizobrachiella sanguinea (Norman, 1868) è una specie di briozoo della famiglia Schizoporellidae.

## Distribuzione e habitat
Comune alla base di alghe, della Posidonia oceanica, incrostante su gavitelli, catene, chiglie di navi.

## Descrizione
Forme molto variabili, in funzione del substrato di crescita.